# 国瓷街道
国瓷街道，原名黄泥坳街道，中华人民共和国湖南省株洲市醴陵市下属的一个街道，因境内有黄泥坳居民区而得名。

## 建制沿革
- 1985年，设置黄泥坳街道；
- 2005年，原板杉乡的横塘基、高家店、石塘庵、吴家塅4个行政村划入。

## 行政区划
黄泥坳街道下辖5个社区居委会、6个村委会：
姜湾社区、车顿桥社区、国光社区、八里庵社区、五里牌村、老龙井村、石子岭村、姜村、华塘村、横店村和石椴村。